# Phasmarhabditis hermaphrodita
Espèce
Phasmarhabditis hermaphrodita est une espèce de nématodes de la famille des Rhabditidae.
C'est un parasite des limaces utilisé comme agent de lutte biologique dans de nombreuses cultures.

## Cycle biologique
Dans les conditions naturelles, les juvéniles infectieux de cette espèce se trouvent dans le sol. Ils représentent, dans le cycle développement du nématode, un stade particulièrement adapté à la survie dans cet environnement défavorable. C'est alors que des bactéries colonisent leur système digestif.
Les juvéniles recherchent activement des limaces hôtes potentielles. Lorsqu'ils les ont trouvées, les nématodes entrent par les orifices respiratoires (pneumostomes) sous le manteau et se déplacent jusqu'à la cavité palléale.
Là, les bactéries sont relâchées et commencent à se multiplier. les nématodes se nourrissent des bactéries et reprennent leur croissance. Les bactéries provoquent chez la limace une septicémie qui se traduit par un gonflement caractéristique de la zone de manteau et entraîne une réduction marquée de son activité d'alimentation.
Après un délai de quatre à vingt et un jours, selon le nombre de parasites et la température, la limace meurt. Les nématodes ont besoin de plusieurs jours pour achever leur cycle de vie et semblent être en mesure de modifier le comportement de l'hôte afin qu'il reste en dessous de la surface du sol avant la mort et ne soit donc pas trop exposé aux prédateurs et nécrophages.
Les nématodes mangent le cadavre et produisent une nouvelle génération de juvéniles infectieux qui se déplacent dans le sol à la recherche de nouvelles limaces hôtes,.

## Ravageurs attaqués
Phasmarhabditis hermaphrodita est susceptible d'infecter et de tuer plusieurs espèces de mollusques ravageurs, tant des limaces que des escargots. Toutefois, l'espèce la plus sensible est incontestablement Deroceras reticulatum (la petite limace grise), une des espèces de limaces nuisibles pour l'agriculture et l'horticulture parmi les plus répandues dans le monde. Les autres espèces citées ci-dessous se sont montrées sensibles dans des expériences de laboratoire, dont les conditions ne sont pas forcément reproductibles dans les conditions des cultures. Pour certaines espèces, telles que Helix aspersa, Arion ater et Arion lusitanicus, seuls les stades juvéniles sont sensibles.
- Limaces :
  - Arion ater (juvéniles),
  - Arion distinctus,
  - Arion intermedius,
  - Arion lusitanicus (juvéniles),
  - Arion silvaticus,
  - Deroceras reticulatum,
  - Deroceras laeve,
  - Deroceras panormitanum,
  - Leidyula floridana,
  - Tandonia budapestensis,
  - Tandonia sowerbyi.
- Escargots :
  - Cepaea hortensis,
  - Cernuella virgata,
  - Cochlicella acuta,
  - Helix aspersa (juvéniles),
  - Lymnaea stagnalis,
  - Monacha cantiana,
  - Theba pisana.